# Adelheid Byttebier
Adelheid Marie Andrea Theresia Byttebier (Kortrijk, 15 oktober 1963) is een politica voor Groen. Ze was Vlaams minister van Welzijn, Gezondheid en Gelijke Kansen in de Regering-Somers I en van 1999 tot 2009 Brussels volksvertegenwoordigster.

## Levensloop
Adelheid Byttebier volgde een opleiding tot sociaal assistent aan de Katholieke Hogeschool Zuid-West-Vlaanderen (KATHO) te Kortrijk en studeerde in 1986 af als licentiaat in de sociologie aan de Vrije Universiteit Brussel (VUB) te Brussel.
In haar jeugd was ze landelijk secretaris van de Jeugdbond voor Natuur en Milieu (JNM) en van 1988 tot 1990 was zij Europees voorzitster van Youth Environment Europe (YEE). Byttebier begon haar beroepscarrière als coördinator van Coordination Committee European Youth Exchange (CCEYE). In 1993 werd ze politiek actief als regionaal coördinator van Agalev in het Brussels Gewest (halftijds). De andere helft was ze actief als parlementair medewerkster van Dolf Cauwelier in het Brussels Hoofdstedelijk Gewest. Van 1995 tot 1999 ze studiemedewerkster voor de partij, waarbij ze de domeinen armoede, staatshervorming en kinderrechten behandelde.
In juni 1999 werd ze voor het socialistisch-groene kartel SP-AGA verkozen in het Brussels Hoofdstedelijk Parlement, waar ze tot in juni 2003 zetelde en tevens fractievoorzitter was, alsook zetelde in de commissie Leefmilieu, Natuurbehoud en Waterbeleid. Daarnaast zetelde ze in de Raad van de Vlaamse Gemeenschapscommissie. Deze mandaten oefende ze uit tot 2003. Na de gemeenteraadsverkiezingen van oktober 2000 werd ze tevens OCMW-raadslid in de gemeente Schaarbeek en bleef dit tot in 2001. 
In juni 2003 verving ze Mieke Vogels als Vlaams minister van Welzijn, Gezondheiden Gelijke Kansen in de Regering-Somers I, ze oefende dit ambt uit tot het einde van de regeertermijn in juli 2004. Daar Agalev niet opnieuw in de regering werd gevraagd, werd ze opgevolgd in haar ministersambt door Inge Vervotte van CD&V. 
Na de verkiezingen van juni 2004 werd ze opnieuw verkozen in het Brussels Hoofdstedelijk Parlement, alwaar ze weer actief werd als fractievoorzitter voor Groen!. Ook zetelde ze opnieuw als raadslid in de Vlaamse Gemeenschapscommissie. In juni 2009 eindigde het parlementaire mandaat van Byttebier.
In november 2009 werd ze aangesteld als voorzitster van de raad van bestuur van de Brusselse Vervoersmaatschappij MIVB en bleef dit tot in juni 2013. Daarnaast was ze van 2011 tot 2012 actief als kabinetschef van de eerste schepen van Schaarbeek Tamimount Essaïdi van Ecolo.
Bij de gemeenteraadsverkiezingen in oktober 2012 werd ze verkozen als gemeenteraadslid in Schaarbeek. Ze werd er in het nieuwe bestuur schepen van Nederlandstalig Onderwijs en Cultuur, Gelijke Kansen, Juridische Zaken en Aankopen. Na de verkiezingen van oktober 2018 werd ze opnieuw schepen, bevoegd voor Mobiliteit en Nederlandstalig Onderwijs, Cultuur en Jeugd. Eind 2023 kondigde ze aan dat ze geen kandidaat meer zou zijn bij de lokale verkiezingen van oktober 2024. In december 2024 liepen haar gemeentelijke mandaten af.
Eind maart 2013 wou Groen haar als voorzitster van de MIVB vervangen door Alain Beeckmans, gemeenteraadslid voor Groen in Ganshoren en daarvoor al bestuurslid van de MIVB. Officieel moet ze van haar partij vervangen worden omdat ze schepen werd in Schaarbeek, terwijl Groen cumuleren van functies probeert te vermijden. De partij liet Byttebier wel eerst nog de nieuwe beheersovereenkomst afsluiten, maar wou haar vervangen toen die was afgerond. Volgens MIVB-bestuurslid en PS-lid Ridouane Chahid speelde er echter een andere reden: Byttebier onthield zich bij de stemming over het nieuwe beheersovereenkomst om hybride bussen aan te kopen, terwijl haar partij Groen voluit voor gasaandrijving ging. Byttebier wou haar mandaat echter nog uitdoen, maar moest in juni 2013 toch plaats ruimen voor Beeckmans.

## Privé
Zij is gehuwd met Jan Pelckmans en moeder van drie kinderen.
- International Standard Name Identifier: 0000 0000 3776 6246
- Library of Congress Control Number: n2005024607
- Virtual International Authority File: 21547833
- WorldCat: E39PBJrWGr7TydY763c7dv8DMP